# Unione Sportiva Sanremese 1950-1951
Questa voce raccoglie le informazioni riguardanti l'Unione Sportiva Sanremese nelle competizioni ufficiali della stagione 1950-1951.

## Rosa
| N. |                   | Ruolo | Calciatore           |
| -- | ----------------- | ----- | -------------------- |
|    | Italia (bandiera) | A     | E. Balconi           |
|    | Italia (bandiera) | P     | Piero Brusca         |
|    | Italia (bandiera) | A     | Tito Celani          |
|    | Italia (bandiera) | C     | Mario Codevilla      |
|    | Italia (bandiera) | A     | Fortunato Grammatica |
|    | Italia (bandiera) | A     | Giuseppe Madini      |
|    | Italia (bandiera) | D     | Attilio Monza        |
|    | Italia (bandiera) | A     | Armando Mozzetta     |

| N. |                   | Ruolo | Calciatore           |
| -- | ----------------- | ----- | -------------------- |
|    | Italia (bandiera) | C     | Mario Pattarozzi     |
|    | Italia (bandiera) | D     | Silvio Rispoli       |
|    | Italia (bandiera) | C     | Aldo Riva            |
|    | Italia (bandiera) | A     | U. Rosati            |
|    | Italia (bandiera) | C     | Pietro Trevisan      |
|    | Italia (bandiera) | C     | Sebastiano Vaschetto |
|    | Italia (bandiera) | P     | Alessandro Von Mayer |
|    | Italia (bandiera) | A     | Mario Ventimiglia    |